# Vanga chabert
La vanga chabert (Leptopterus chabert) és un ocell de la família dels vàngids (Vangidae) i única espècie del gènere Leptopterus Bonaparte, 1854.

## Hàbitat i distribució
Habita boscos i terres de conreu de les terres baixes de Madagascar.